# Isolaimium californicum
Isolaimium californicum är en rundmaskart som beskrevs av Timm 1969. Isolaimium californicum ingår i släktet Isolaimium och familjen Isolaimiidae. Inga underarter finns listade i Catalogue of Life.